# Steven Pressley
Steven John Pressley (Elgin, 11 ottobre 1973) è un allenatore di calcio ed ex calciatore scozzese, di ruolo difensore.

## Biografia
Suo figlio Aaron è a sua volta un calciatore professionista.

## Carriera

### Nazionale
Ha partecipato agli Europei Under-21 del 1996. Tra il 2000 ed il 2006 ha totalizzato complessivamente 32 presenze con la nazionale scozzese.

## Palmarès

### Giocatore

#### Competizioni nazionali
- Campionato scozzese: 6

Rangers: 1990-1991, 1991-1992, 1992-1993, 1993-1994
Celtic: 2006-2007, 2007-2008
- Coppa di Lega scozzese: 3

Rangers: 1990-1991, 1992-1993, 1993-1994
- Coppa di Scozia: 4

Rangers: 1991-1992, 1992-1993
Heart: 2005-2006
Celtic: 2006-2007

### Allenatore

#### Competizioni nazionali
- Scottish Challenge Cup: 1

Falkirk: 2011-2012